# Гіпотермальні мінерали
Мінерали гіпотермальні (рос. минералы гипотермальные, англ. hypothermal minerals; нім. hypothermale Minerale n pl) — мінерали, які відкладались з гідротермальних розчинів на значній глибині. Температура їх утворення умовно приймається в межах 300—365 °С. Від грецьк. «гіпо» — під, нижче і «терме» — теплота (W.Lindgren, 1913).